# Łukasz Gorczyca
Łukasz Gorczyca (ur. 11 sierpnia 1972 w Warszawie) – polski historyk i krytyk sztuki, kurator wystaw, współzałożyciel Galerii Raster.

## Życiorys
Ukończył XIV Liceum Ogólnokształcące im. Stanisława Staszica w Warszawie i historię sztuki na Uniwersytecie Warszawskim.
W młodości wydawał pismo Medyceusz, był założycielem wydającej ziny oficyny Trąbka. W 1991 wydał arkusz poetycki Na przystanku bez zmian. jego wiersze opublikowano także na łamach Lampy i Iskry Bożej oraz w antologii Xerofrenia (1994). W 1993 został laureatem konkursu prozatorskiego pisma Czas Kultury. W 1999 opublikował książkę Najlepsze polskie opowiadania (w serii Biblioteka Czasu Kultury, tom 30) Zajmował się krytyką sztuki na łamach Machiny i pisma Art & Business. Współpracował z telewizyjnym programem Pegaz
W 1995 założył razem z Michałem Kaczyńskim i Adamem Olszewskim pismo Raster (w latach 2000–2005 działające w formie internetowej), był jednym z najważniejszych piszących tam krytyków. W 2001 założył razem z Michałem Kaczyńskim Galerię Raster, reprezentuje wielu polskich i zagranicznych artystów na międzynarodowych targach sztuki.
Był kuratorem wystaw: 
- „Namaluj mnie”, BWA Zielona Góra (2000, z Michałem Kaczyńskim),
- „Relaks”, Galeria Arsenał w Białymstoku (2001),
- „De ma fenêtre, des artistes et leurs territoires”, École nationale supérieure des Beaux-Arts de Paris (2005, z Nathalie Boutin i Solène Guillier),
- „Fotoblok. Europa Środkowa w książkach fotograficznych”, Międzynarodowe Centrum Kultury w Krakowie, (2019, z Adamem Mazurem i Natalią Żak),
- „Autoportret z Chandrą. Hasior i nowa sztuka”, Galeria Władysława Hasiora, Muzeum Tatrzańskie w Zakopanem, (2021, z Julitą Dembowską)

W 2010 opublikował napisaną razem z Łukaszem Rondudą powieść W połowie puste. Życie i twórczość Oskara Dawickiego, w 2017 książkę dla dzieci Bałwan w lodówce (z ilustracjami Krzysztofa Gawronkiewicza), w 2018 napisaną również z Łukaszem Rondudą książkę Szyja. Awangarda i alkohol. Rozmowy z artystami. Razem z  Adamem Mazurem prowadził bloga Polish Photobook. Zajmuje się badaniami nad fotografią polską i środkowoeuropejską.